# Жупанешти (Тимиш)
Жупанешти (рум. Jupânești) је насељено место града Фађет у жупанији Тимиш у Румунији. Према попису из 2021 године било је 153 становника. 

## Становништво
Према попису становништва из 2011. године у насељу је живело 188 становника. 
| Етнички састав према попису из 2011. године‍ | Етнички састав према попису из 2011. године‍ | Етнички састав према попису из 2011. године‍ | Етнички састав према попису из 2011. године‍ | Етнички састав према попису из 2011. године‍ |
| ------------------------------------------- | ------------------------------------------- | ------------------------------------------- | ------------------------------------------- | ------------------------------------------- |
|                                             |                                             |                                             |                                             |                                             |
| Румуни                                      | Румуни                                      |                                             | 179                                         | 95,2%                                       |